# Зимбах (Ландау)
Зимбах (нем. Simbach) — ярмарочная община в Германии, в Республике Бавария.
Община расположена в правительственном округе Нижняя Бавария в районе Дингольфинг-Ландау. Население составляет 3583 человека (на 31 декабря 2010 года). Занимает площадь 51,23 км².
Ярмарочная община подразделяется на 5 сельских округов.

## Население
По оценке на 31 декабря 2015 года население общины Зимбах составляет 3774 чел. 

| Дата      | 1840 | 1871 | 1900 | 1925 | 1939 | 1950 | 1961 | 1970 | 1987 | 2011 |
| --------- | ---- | ---- | ---- | ---- | ---- | ---- | ---- | ---- | ---- | ---- |
| Население | 2651 | 2623 | 2873 | 3221 | 3085 | 4265 | 3417 | 3357 | 3392 | 3652 |

| Год       | 1960 | 1970 | 1980 | 1990 | 2000 | 2009 | 2010 | 2011 | 2012 | 2013 | 2014 | 2015 |
| --------- | ---- | ---- | ---- | ---- | ---- | ---- | ---- | ---- | ---- | ---- | ---- | ---- |
| Население | 3438 | 3394 | 3151 | 3444 | 3739 | 3629 | 3583 | 3655 | 3678 | 3697 | 3709 | 3774 |